# Edouard Goursat
Edouard Jean-Baptiste Goursat (Lanzac, 21 maggio 1858 – Parigi, 25 novembre 1936) è stato un matematico francese, ricordato principalmente per il suo Cours d'analyse mathématique (1902-13). Questo corso stabilì uno standard per l'insegnamento dell'analisi matematica, in particolare dell'analisi complessa.
Goursat si è laureato a l'École Normale Supérieure di Parigi. Nel 1879 cominciò ad insegnare all'Università di Parigi e nel 1881 ricevette dall'École Normale Supérieure un dottorato per la sua tesi dal titolo Sur l'equation différentialle linéaire qui admet pour intégrale la série hypergéometrique. Insegnò all'Università di Tolosa dal 1881 al 1885, poi all'École Normale Supérieure fino al 1897 ed infine di nuovo all'Università di Parigi fino al 1909.
Goursat ricevette diversi premi per i suoi contributi alla matematica. Ricevette il Grand Prix des Sciences Mathématique nel 1886, il Prix Poncelet nel 1889, e il Prix Petit d'Ormoy nel 1891. Divenne cavaliere della Legion d'onore nel 1895, e fu eletto lo stesso anno presidente della Società Matematica Francese (Société Mathématique de France). Fu eletto all'Accademia delle scienze di Parigi nel 1919. Nel 1936 fu promosso commendatore della Legion d'onore.

## Opere
La più importante pubblicazione di Goursat è certamente il suo Cours d'analyse mathématique (Corso di analisi matematica), derivato dalle sue lezioni all'École Normale Supérieure e pubblicato tra il 1902 e il 1913. L'opera è divisa in tre volumi:
- Volume 1: Derivate e differenziali, integrali definiti, sviluppi in serie, applicazioni geometriche.
- Volume 2: Funzioni di variabile complessa equazioni differenziali ed equazioni differenziali alle derivate parziali del prim'ordine.
- Volume 3: Metodo di variazione delle costanti, equazioni differenziali alle derivate parziali del secondo ordine, equazioni integrali e calcolo variazionale.

Goursat è anche ricordato per aver dato una dimostrazione del Teorema di Cauchy (Démonstration du théorèm de Cauchy, 1884) che superava i problemi formali della dimostrazione standard fino ad allora conosciuta. Il Teorema di Cauchy asserisce che l'integrale curvilineo di una funzione analitica su un percorso chiuso nel piano complesso è nullo. Nella dimostrazione standard di questo teorema era necessario supporre la continuità delle derivate parziali prime della funzione, mentre la dimostrazione di Goursat non richiede quest'ipotesi. Per questo motivo il Teorema di Cauchy è anche detto Teorema di Cauchy-Goursat.
Inoltre, Goursat è ricordato per l'omonimo teorema sempre riguardante le funzioni complesse che asserisce che la derivata in senso complesso di una funzione olomorfa è essa stessa olomorfa e infinitamente derivabile in senso complesso.
Altre opere di Goursat sono Leçons sur l'intégration des équations aux dérivées partielles du premier ordre (1891), Le problème de Backlund (1925), Leçons sur les séries hypergéométriques et sur quelques fonctions qui s'y rattachent (1936).